# Luiza
Luiza – żeński odpowiednik imienia Ludwik.
Zobacz też: Ludwika.
Luiza obchodzi imieniny: 25 sierpnia.
Znane osoby noszące imię Luiza:
- Edyta Luiza Cavell – brytyjska pielęgniarka z okresu I wojny światowej
- Fryderyka Luiza z Hesji-Darmstadt – królowa Prus
- Helena Luiza Elżbieta Mecklenburg-Schwerin – księżniczka Mecklenburg-Schwerin
- Karolina Burbon-Sycylijska (Maria Karolina Ferdynanda Luiza Burbon-Sycylijska, Księżna de Berry) – najstarsza córka Franciszka I Burbona
- Lovisa (królowa Danii) (Luiza Józefina Eugenia) – królowa Danii, księżniczka Szwecji i Norwegii
- Louise Brown – pierwsze dziecko zrodzone z probówki
- Luiza Charlotta Oldenburg – księżniczka duńska
- Luiza z Hesji-Kassel – księżniczka Hesji-Kassel
- Luiza Julianna Orańska – księżniczka orańska
- Luiza Karolina Hessen-Kassel – księżniczka Hessen-Kassel
- Luiza Łańcuchowska – polska lekkoatletka, sprinterka
- Luiza Małgorzata, księżna Connaught – księżniczka pruska
- Luiza Marcińczyk – mazurska pieśniarka ludowa
- Luiza Maria Amelia Teresa Sycylijska – księżniczka Obojga Sycylii
- Luiza Oldenburg – księżniczka duńska i norweska
- Luiza Pruska (Ludwika Meklemburska Nikloting)
- Luiza Xhuvani – albańska aktorka
- Luiza Złotkowska – polska panczenistka
- Louise Veronica Ciccone – czyli Madonna, amerykańska piosenkarka
- Louisa Johnson – brytyjska piosenkarka
- Maria Luiza Burbon-Parmeńska – królowa Bułgarii
- Maria Luiza Hohenzollern-Sigmaringen – księżniczka Hohenzollern-Sigmaringen, hrabina Flandrii
- Marie-Thérèse-Louise de Savoie-Carignan – arystokratka, przyjaciółka Marii Antoniny, królowej Francji
- Wiktoria Luiza Pruska – księżniczka Hannoweru i Brunszwiku
- Wilhelmina Luiza z Hesji-Darmstadt – wielka księżna Rosji
- Zofia Luiza Wirtemberska – księżniczka wirtemberska, margrabina Bayreuth
- Luiza von Sack – współzałożycielka kopalni Charlotte (obecnie Rydułtowy-Anna)
- Luísa Sobral – portugalska piosenkarka, autorka tekstów i kompozytorka

Odpowiedniki w innych językach:
- łacina – Luisius
- język niemiecki – Luise
- język angielski – Louise
- język włoski – Luisa
- język francuski – Louise
- język hiszpański – Luisa
- język holenderski – Lois
- język islandzki – Lovísa

Zobacz też:
- Skansen Górniczy „Królowa Luiza” – na terenie nieczynnej kopalni w Zabrzu